# Maeglin
Maeglin es un personaje ficticio de El Silmarillion, de J. R. R. Tolkien. Su nombre significa ‘mirada aguda’ y se lo puso su padre, mientras que su madre le puso en secreto el nombre de Lómion, que significa ‘hijo del crepúsculo’ en quenya. Hijo de Eöl y de la princesa noldo Aredhel, hermana del rey Turgon. Era alto y de cabellos negros, de ojos oscuros y de piel blanca como la de su madre. 
Maeglin era teleri, división de los elfos enfrentada con los noldor por la batalla conocida como la Matanza de los Hermanos.
Siendo joven y valiente, enojado con su padre porque este no le permitía conocer a su rica y poderosa familia materna, los noldor, lo abandonó junto a su madre y se dirigió al reino de Gondolin donde fue recibido con grandes honores por su tío, el rey Turgon. Hasta allí lo siguió su padre quien, intentando matarle a él, dio muerte a su madre. Eöl fue condenado a muerte por esa acción, con lo que el joven Maeglin quedó huérfano. Este hecho, junto con el amor no correspondido que sentía por su prima Idril Celebrindal, le convierte en un personaje trágico, frustrado e infeliz a pesar de ser rico y de pertenecer a la nobleza. Antes de morir, Eöl maldijo a Maeglin por no ayudarlo, augurando que este moriría rechazado por sus anfitriones de la misma forma que él.
En Gondolin prosperó y se engrandeció, sobre todo en las artes de la guerra y de la herrería, que había aprendido de su padre; su afán de mejorar su producción lo llevó a buscar metales en lugares más allá de las minas de Anghabar, que su tío prohibía recorrer, dado que el emplazamiento de Gondolin debía mantenerse en secreto por orden del rey.
Como favorito de Turgon participó en la batalla Nírnaeth Arnoediad y con el tiempo llegó a ser un grande entre los noldor. Sentía un profundo amor por su prima carnal Idril Celebrindal, la única hija de Turgon, pero sabía que era imposible porque entre los elfos no estaba permitido matrimonios con parientes tan cercanos; además Idril no correspondía ese amor, más bien sentía una profunda desconfianza de su primo porque le parecía «un fruto maligno de la Matanza de los Hermanos». Viendo cómo su amor no era correspondido, Maeglin se llenó de odio. Odió profundamente a Tuor cuando este llegó para advertir a Turgon sobre la inminente caída de la ciudad de Gondolin, y siempre lo combatía en los consejos, puesto que el hijo de Huor ganó el corazón de Idril y se casó con ella. Además al padre de Tuor, Huor le fue permitido junto a su hermano Húrin salir de la ciudad cuando este se lo pidió, si esto se le hubiese permitido a Maeglin o a su padre la historia de su familia podría no haber sido tan trágica.
Quiso el destino que en una de sus salidas secretas, a buscar metales más allá de las Echoriath, fuera capturado por los orcos y llevado a Angband; allí Morgoth le prometió que reinaría en Gondolin, como vasallo suyo, y tendría a su prima Idril como esposa; si revelaba la ubicación del valle de Tumladen y sus entradas. Su ambición y el odio hacia Tuor lo llevaron a aceptar esta proposición; y Morgoth lo envió de vuelta a la Ciudad Escondida para que ayudara desde adentro en la batalla. Cuando el vala lanzó el ataque a la ciudad, conducido por el balrog Gothmog, Maeglin tomó a Idril y a su hijo, pero Tuor lo desafió y lucharon hasta que Maeglin cayó por el precipicio, cumpliéndose así la maldición que le echó su padre.